# Ucrânia (topônimo)
"Ucrânia" (em ucraniano:  Україна; em russo:  Украина) é o nome histórico de vários territórios, bem como o nome do Estado moderno da Ucrânia.

## Origem do topônimo
A palavra Ucrânia existe desde os tempos da Rússia de Kiev, pelo menos desde o séc. XII. Foi mencionada pela primeira vez na Crônica de Kiev do Código de Ipatiev, conhecida por cópias dos séc. XV-XVI, em 1187, em conexão com a morte do príncipe Vladimir Gleboviche de Pereiaslavl ("ѡ нем же Оукраина много постона"). A Ucrânia é mencionada mais tarde na mesma crônica em 1189 ("и приѣхавшю же емѹ ко Оукраинѣ Галичькои") e na Crônica da Galícia-Volínia em 1213 ("и приӕ Берестии и Оугровескъ и Верещинъ и Ст҃олпъ и Комовъ и всю Оукраиноу"). Também na Crônica da Galícia-Volínia, em 1268, encontramos um demônimo correspondente ("и зане вѣсть бѧхѹть подали имъ Лѧхове Оукраинѧнѣ").

### Versão principal
De acordo com a versão apoiada pela maioria dos estudiosos, o nome "Ucrânia" está relacionado à fronteira. De acordo com André Zalizniak, o nome remonta à palavra do russo antigo "укра́ина" ("ukraina") - região de fronteira, terra à beira de um principado. Originalmente, o significado da palavra era ligeiramente diferente do significado da palavra "окраина" ("okraina", "periferia"), que se referia ao território externo nas bordas, ao redor de toda a periferia do principado. A palavra "Ucrânia" foi originalmente aplicada às diferentes terras fronteiriças da Rus' de Kiev e dos principados russos individuais. Nesse sentido, a etimologia da palavra Ucrânia é considerada por estudiosos russos e também ucranianos e ocidentais, como Orest Subtelny, Paul Magochy, Omelyan Pritsak, Mikhail Grushevsky, Ivan Ogienko, Pyotr Tolochko e outros. A Enciclopédia de Estudos Ucranianos, o Dicionário Etimológico da Língua Ucraniana e a Enciclopédia da História da Ucrânia aderem a essa versão.